# Epsiloninsel
Die Epsiloninsel (englisch Epsilon Island; in Argentinien Isla Alberti) ist eine kleine Insel im Palmer-Archipel westlich der Antarktischen Halbinsel. In der Gruppe der Melchior-Inseln liegt sie zwischen der Alphainsel und dem südlichen Ende der Lambdainsel.
Teilnehmer der britischen Discovery Investigations kartierten sie im Jahr 1927 und benannten sie in Verbindung mit der Benennung der übrigen Inseln der Gruppe nach dem griechischen Buchstaben Epsilon. Die Epsiloninsel wurde im Rahmen argentinischer Expeditionen in den Jahren 1942 und 1943 vermessen. Namensgeber der argentinischen Benennung ist der Geistliche Manuel Máximiliano Alberti (1763–1811), ein Akteur im Kampf gegen die britischen Invasionen am Río de la Plata.